# 가기야마 게이지
가기야마 게이지(일본어: 鍵山 慶司, 2000년 1월 20일~)는 일본의 축구 선수이다.

## 구단 경력
그는 2022년 일본 지역 리그의 오코시야스 교토 AC에 입단했다. 2023년 J3리그의 FC 류큐로 이적했다.